# Syriska alfabetet

De första orden av Johannesevangeliet i serta, i östlig skrift och i estrangela.

Syriska alfabetet används för att skriva syriska och nysyriska, som skrivs från höger till vänster. Alfabetet är besläktad med det hebreiska alfabetet. Båda har sitt ursprung i det arameiska alfabetet, som i sin tur härstammar från det feniciska alfabetet. Det syriska alfabetet har 22 bokstäver, och många bostäver har namn som ligger nära deras hebreiska motsvarigheter.
Det finns tre sätt att skriva alfabetet. Äldst är estrangela, efter det grekiska ordet för "rundad". Från 700-talet blev det inom de maronitiska och jakobitiska kyrkorna vanligt att använda ett mer flytande, kursivt skrift, som kallas serto. Nestorianerna använder en östlig, mindre förenklad form av estrangelo-skrift.

## Uttal
Det finns också två uttalstraditioner, en västlig och en östlig, som påverkar transkriptionen till latinsk skrift. De mest påfallande skillnaderna är den västliga förskjutningen till ō där det östliga uttalet har kvar ā, samt att den västliga dialekten använder sig av F, till skillnad mot det östliga uttalet som använder P.

## Konsonanter
| Tecken | Esṭrangelā | Östlig | Serṭā | Namn   | Latin | IPA    |
| ------ | ---------- | ------ | ----- | ------ | ----- | ------ |
| ܐ      |            |        |       | ’alāp  | ’     | [ʔ]    |
| ܒ      |            |        |       | bēṯ    | b, ḇ  | [b, v] |
| ܓ      |            |        |       | gāmal  | g, ḡ  | [g, ɣ] |
| ܕ      |            |        |       | dālaṯ  | d, ḏ  | [d, ð] |
| ܗ      |            |        |       | hē     | h     | [h]    |
| ܘ      |            |        |       | wāw    | w     | [w]    |
| ܙ      |            |        |       | zayn   | z     | [z]    |
| ܚ      |            |        |       | ḥēṯ    | ḥ     | [ħ]    |
| ܛ      |            |        |       | ṭēṯ    | ṭ     | [tˤ]   |
| ܝ      |            |        |       | yōḏ    | y     | [j]    |
| ܟ      |            |        |       | kāp̄    | k, ḵ  | [k, x] |
| ܠ      |            |        |       | lāmaḏ  | l     | [l]    |
| ܡ      |            |        |       | mīm    | m     | [m]    |
| ܢ      |            |        |       | nūn    | n     | [n]    |
| ܣ      |            |        |       | semkaṯ | s     | [s]    |
| ܥ      |            |        |       | ‘ē     | ‘     | [ʕ]    |
| ܦ      |            |        |       | pē     | p, p̄  | [p, f] |
| ܨ      |            |        |       | ṣāḏē   | ṣ     | [sˤ]   |
| ܩ      |            |        |       | qōp̄    | q     | [q]    |
| ܪ      |            |        |       | rēš    | r     | [r]    |
| ܫ      |            |        |       | šīn    | š     | [ʃ]    |
| ܬ      |            |        |       | taw    | t, ṯ  | [t, θ] |

Syriska är en abjad – en konsonantskrift. Vokalerna står antingen läsarens eget minne för eller så markeras de med hjälp av diakritiska tecken. Faktum är dock att tre av konsonanterna också kan användas för att markera vokaler.
- ’Ālap̄ <ܐ>, som representerar en glottal stöt, används också för att markera att ett ord börjar med en vokal eller att ett ord slutar i en lång främre vokal.
- Wāw <ܘ> står för w men kan också representera ett långt o eller u.
- Yōḏ <ܝ> står för y men kan också representera ett långt i.

De konsonanter som representerar klusiler kan alla också uttalas som frikativer. För att ange vilket uttal som gäller kan de markeras med antingen ett qūšāyā ("hård" klusil) eller ett rūkāẖā ("mjuk" frikativa). Andra tecken som används är ett diagonalt streck för att markera stumma konsonanter och ett tilde-liknande tecken för att markera ljud som inte finns i syriskan men som behövs för att skriva arabiska.

## Vokaler
Vokaltecken finns i två varianter – en västlig och en östlig. Den västliga använder grekiska vokaler i miniatyr medan den östliga använder prickar i olika positioner. Notera att i den östliga varianten så kan tecknen för ī, ō och ū endast placeras ovanför/under yōḏ eller wāw. För övriga vokaler används bēṯ som exempel i tabellen nedan.
| Västlig | Östlig | Namn           | Latin |
| ------- | ------ | -------------- | ----- |
| ܒܰ       | ܒܲ      | pṯāḥā          | a     |
| ܒܳ       | ܒܵ      | zqāp̄ā          | ā     |
| ܒܶ       |        | rḇāṣā          | e     |
|         | ܒܸ      | zlāmā pšīqā    | e     |
|         | ܒܹ      | zlāmā qašyā    | ē     |
| ܒܺ       | ܝܼ      | ḥḇāṣā          | ī     |
| ܒܽ       | ܘܿ      | ‘ṣāṣā (rwīḥā)  | ō     |
| ܒܽ       | ܘܼ      | ‘ṣāṣā (allīṣā) | ū     |